# Limagrain
Limagrain — французский сельскохозяйственный кооператив, объединяющий 1300 фермеров в центральной части Франции. Основной специализацией кооператива является производство семян зерновых и овощных культур. Штаб-квартира расположена в коммуне Сен-Бозир (департамент Пюи-де-Дом, регион Овернь — Рона — Альпы).

## История
Кооператив Limagrain был основан в 1965 году для инвестиций в выведение новых сортов зерновых, в частности, кукурузы; партнёром кооператива стал Национальный институт сельскохозяйственных исследований. Название кооператива было образовано от долины Лимань, где он базируется, и слова фр. grain — «зерно». Первой успешной разработкой стал сорт кукурузы LG 11 в 1970 году. В 1975 году была куплена компания Vilmorin, французский производитель семян, основанный в 1743 году. В 1979 году была открыта исследовательская станция в США и куплен ещё один французский производитель семян, компания Tézier, основанная в 1785 году Пьером Тезье. В 1981 году был поглощён американский производитель семян Ferry Morse. В 1983 году был открыт первый завод по переработке кукурузы. В 1986 году была создана дочерняя компания Biocem, а в 1989 году — Oxadis (дистрибьютор продукции). В 1990 году были куплены нидерландская компания NickersonZwaan и немецкий бренд семян Flora-Frey.
В 1995 году была куплена хлебопекарская компания Jacquet. В 1996 году были приобретены производители семян Clause (Франция) и Harris Moran (США). В 1997 году кооператив выступил соучредителем института по получению генетически модифицированных семян Biogemma. В 2002 году было создано подразделение ингредиентов (муки и круп). В 2003 году был куплен израильский производитель семян Hazera. В 2005 году была приобретена компания Advanta Seeds с предприятиями в Европе и США. В 2007 году появился японский филиал Mikado Kyowa Seed. В 2011 году подразделение выпечки было расширено покупкой французской компании Brossard. В 2016 году была приобретена Genica Research Corporation (Калифорния). В 2018 году были поглощены компании Sursem (Аргентина) и Unicorn (Нидерланды).

## Деятельность

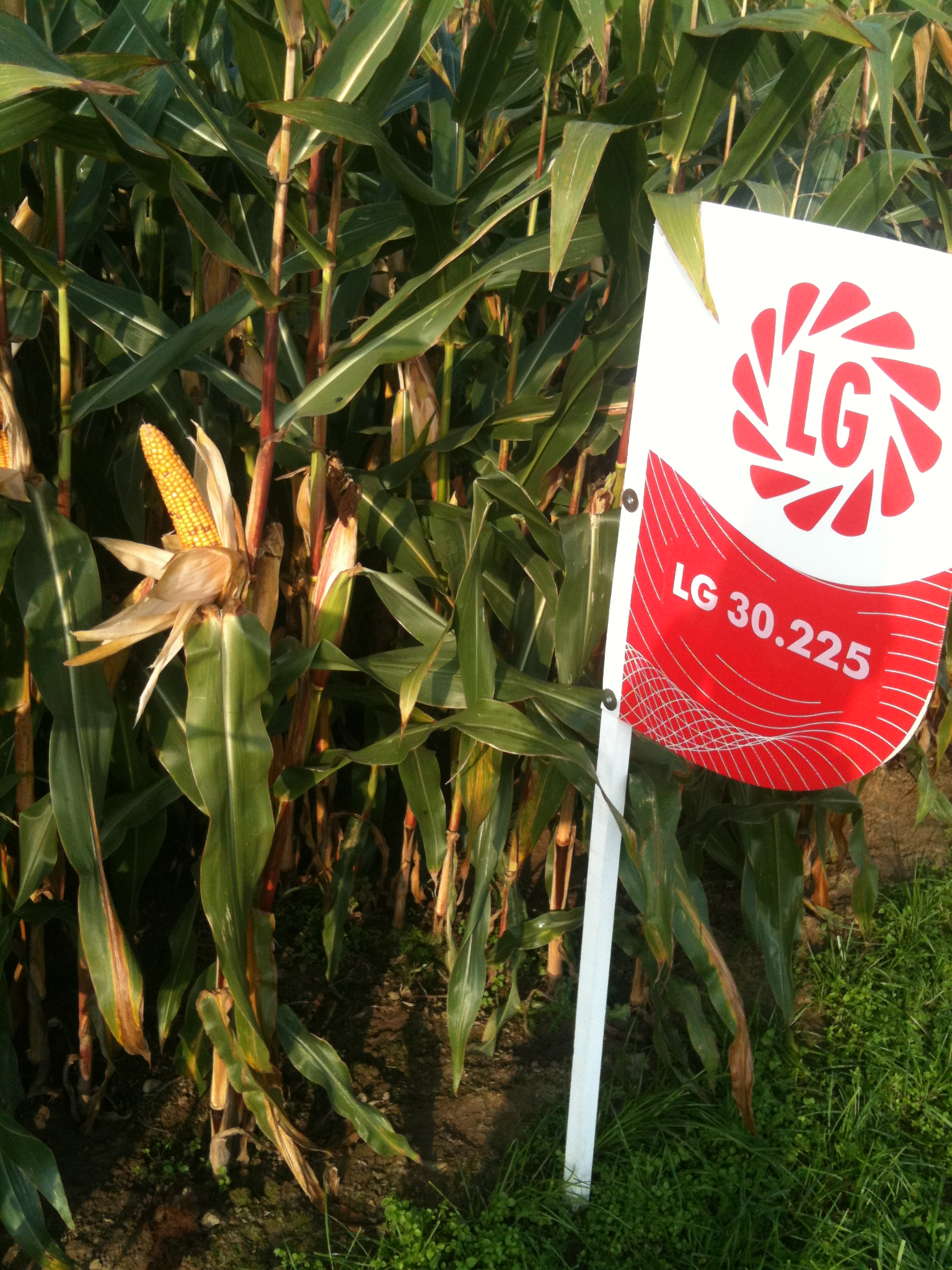
Кукуруза Limagrain

Limagrain осуществляет выведение новых сортов, размножение, расфасовку и дистрибуцию семян; специализируется на полевых (кукуруза, пшеница, подсолнечник, рапс) и овощных (помидоры, морковь, дыня, горох, цветная капуста) культурах. Также имеет предприятия по переработке кукурузы и пшеницы, в частности, по производству муки, кукурузных хлопьев, круп, хлебобулочных и кондитерских изделий. Кроме этого, является крупнейшим во Франции поставщиком товаров для садоводства, включая семена и луковицы цветов, семена травы и овощей, садового инструмента.
Подразделения компании по состоянию на 2023/24 финансовый год:
- полевые культуры — бренд LG; 42 % выручки;
- овощные культуры — бренды HM Clause, Vilmorin, Mikado, Hazera; 31 % выручки;
- выпечка — бренды Jacquet и Brossard; 15 % выручки;
- ингредиенты — бренд Limagrain Ingredients (мука, крупы, разрыхлители теста); 7 % выручки;
- садоводство — бренды Vilmorin, Vita, Gondian; 2 % выручки;
- Limagrain Coop — деятельность членов кооператива; 3 % выручки.

Выручка за 2023/24 финансовый год составила 2,52 млрд евро, её распределение по регионам: Европа — 68 %, Америка — 19 %, Африка и Ближний Восток — 8 %, Азиатско-Тихоокеанский регион — 5 %.